# Gai Norbà Flac (cònsol any 15)
Gai Norbà Flac   (Roma, segle I aC - valor desconegut) (en llatí Caius Norbanus Flaccus) va ser un magistrat romà. El seu pare era segurament Gai Norbà Flac, cònsol l'any 24 aC, i era net del també anomenat Gai Norbà Flac, cònsol l'any 38 aC.
La seva família era molt lleial a l'emperador August i a la seva obra política. Va ser pretor urbà l'any 11, i elegit cònsol l'any 15, juntament amb Drus el Jove, quan August ja havia mort. També va ser un dels decemvirs.